# Avant-funk
Avant-funk é um estilo musical onde os artistas combinam ritmos do funk com elementos conceituais de música de vanguarda ou art rock. Teve grande visibilidade no final da década de 1970, associado a atos de pós-punk que envolveram-se em estilos de dança e música negra.

## Características
O crítico Simon Reynolds descreveu o avant-funk como "dance music complicada" e como uma espécie de psicodelia onde "o oblívio estava sendo alcançado, não por meio da imersão dos corpos, tampouco por meio da imersão física, mas pela auto perda através da animalidade." Simon Frith descreveu o movimento como mais uma aplicação de métodos do rock progressivo misturados ao ritmo, do que pura melodia e harmonia. Algumas motivações do estilo nos anos 1970 e 1980 incluíram os ritmos do Euro disco; sintetizadores utilizados para gerar sons não explorados; ideias de texturas 'higiênicas' e ruidosas (porém venenosas); a técnica de recorte de Burroughs (muito utilizada por David Bowie) aplicada a Ready-made, também é vista como importante na formação do estilo. Essas técnicas foram bastante utilizadas pelo compositor Brian Eno em sua carreira solo ou em contribuições a bandas do gênero.

## História

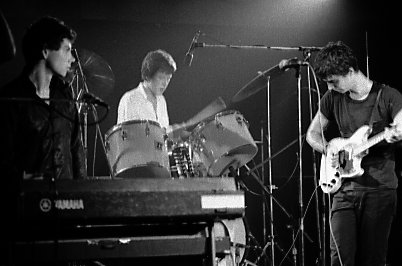
Talking Heads combinou funk com elementos de punk rock e art rock.

Atos iniciais que têm a posteriori sido descritos como pertencentes ao avant-funk termo incluem a banda alemã de krautrock Can, artistas de funk como Sly Stone e George Clinton, e de jazz como o trompetista Miles Davis.
Ainda de acordo com Reynolds, a onda pioneira de artistas de avant-funk vieram no final da década de 1970, quando alguns artistas de pós-punk (incluindo Public Image Ltd., Liquid Liquid, James Chance, Cabaret Voltaire, Talking Heads, The Pop Group, D. A. F., A Certain Ratio, e 23 Skidoo) misturaram seus estilos com correntes da música negra como a dance music e música disco. Reynolds observou preocupações nas letras desses artistas em questões como a alienação, a repressão e a tecnocracia da modernidade ocidental. Os artistas do cenário no wave no final da década de 1970, em Nova Iorque, também exploraram o avant-funk, influenciado por figuras como Ornette Coleman.

Mais tarde, grupos como Skinny Puppy, Chakk, 400 Blows representaram as ondas mais tardias do estilo. Em meados da década de 1980, o estilo havia se dissipado em sua maioria, com muitos de seus praticantes tornando-se parte do cenário inglês da primeira onda de house music. A influência ativa do Avant-funk se estenderia até meados dos anos 90, sobretudo em produtores tais como 4hero e A Guy Called Gerald.

## Lista de artistas
- A Certain Ratio[4]
- Cabaret Voltaire[4]
- Can[2]
- Chakk[4]
- George Clinton[10]
- Miles Davis
- Defunkt[11]
- D.A.F.[6]
- The Pop Group[4]
- Public Image Ltd.[6]
- Skinny Puppy[1]
- Sly Stone[12]
- Talking Heads[6]
- 23 Skidoo[4][6]
- 400 Blows[4]